# Filmfestivalen i Cannes 2009
Den 62:e filmfestivalen i Cannes hölls från den 13 maj till den 24 maj 2009. Den franska skådespelerskan Isabelle Huppert var årets ordförande för guldpalmsjuryn. Tjugo filmer från tretton olika länder deltog i tävlingen och prisets vinnare, Det vita bandet (Das weiße Band) regisserad av Michael Haneke tillkännagavs den 23 maj.
Festivalen öppnade med filmen Up, från studion Pixar, i regi av Pete Docter och Bob Peterson. Detta var första gången som en animerad film eller en film i 3D öppnade festivalen. Festivalen avslutades med Coco Chanel & Igor Stravinsky regisserad av Jan Kounen.
Den amerikanska regissören Clint Eastwood blev den andra mottagaren av heders guldpalmen, ett pris som delas ut till regissörer som har visat ett betydande arbete inom film, men som aldrig vunnit en guldpalm i tävlingen.

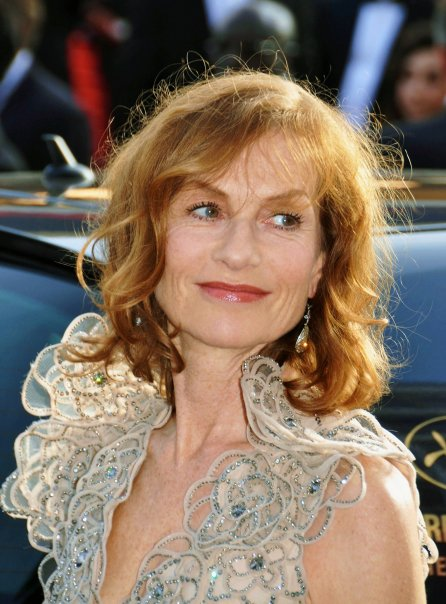
Isabelle Huppert, ordförande för 2009 års tävlingsjury.

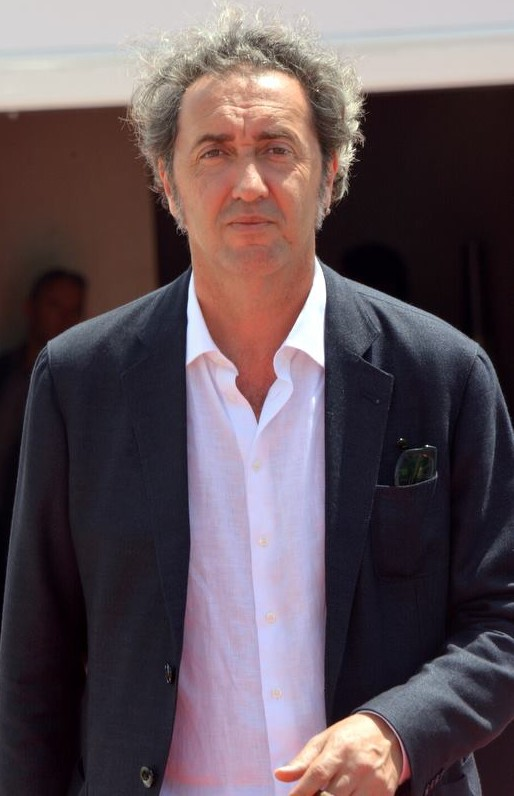
Paolo Sorrentino, ordförande för 2009 års jury för Un Certain Regard.

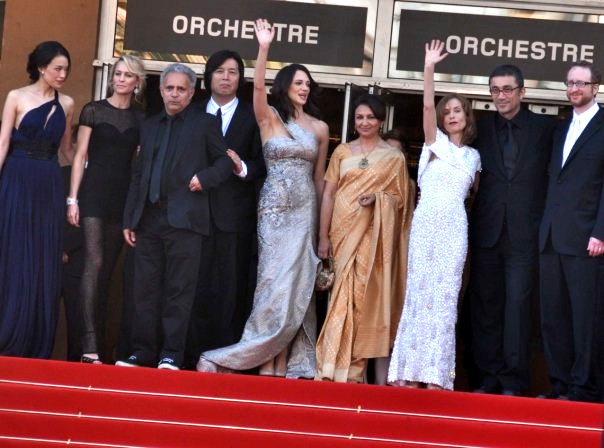
Ledamöter i tävlingsjuryn för guldpalmen.

## Juryer

### Huvudtävling
Följande personer ingick i juryn för långfilm i det officiella urvalet:
- Isabelle Huppert (fransk skådespelerska) Juryordförande
- Asia Argento (italiensk skådespelerska)
- Nuri Bilge Ceylan (turkisk regissör)
- Lee Chang-dong (sydkoreansk regissör)
- James Gray (amerikansk regissör)
- Hanif Kureishi (brittisk manusförfattare)
- Shu Qi (taiwanesisk skådespelerska)
- Robin Wright (amerikansk skådespelerska)
- Sharmila Tagore (indisk skådespelerska)

### Un Certain Regard
- Paolo Sorrentino (italiensk filmregissör) Ordförande
- Uma Da Cunha (indisk casting director & produktionskonsult)[7]
- Julie Gayet (fransk skådespelerska och filmproducent)
- Piers Handling (kanadensisk direktör och VD för TIFF)
- Marit Kapla (svensk kulturjournalist)

### Caméra d'Or
- Roschdy Zem (fransk skådespelare och filmare) Ordförande
- Diane Baratier (fransk filmfotograf)
- Olivier Chiavassa (Fédération des Industries Techniques)
- Sandrine Ray (fransk regissör)
- Charles Tesson (kritiker)
- Edouard Waintrop (Festival Fribourg)

### Cinéfondation och kortfilmer
- John Boorman (engelsk regissör) Ordförande
- Bertrand Bonello (fransk regissör)
- Férid Boughedir (tunisisk regissör)
- Leonor Silveira (portugisisk skådespelerska)
- Zhang Ziyi (kinesisk skådespelerska och modell)

## Officiellt urval

### I tävlan - Spelfilmer
Följande långfilmer tävlade om Guldpalmen:
| Engelsk titel                        | Originaltitel                                  | Regissör(er)      | Land                |
| ------------------------------------ | ---------------------------------------------- | ----------------- | ------------------- |
| Antichrist                           | Antichrist                                     | Lars von Trier    | Danmark             |
| Bright Star                          | Bright Star                                    | Jane Campion      | Storbritannien      |
| Broken Embraces                      | Los abrazos rotos                              | Pedro Almodóvar   | Spanien             |
| Butchered                            | Kinatay                                        | Brillante Mendoza | Filippinerna        |
| Enter the Void                       | Soudain le vide                                | Gaspar Noé        | Frankrike           |
| Face                                 | Visage                                         | Tsai Ming-liang   | Taiwan              |
| Fish Tank                            | Fish Tank                                      | Andrea Arnold     | Storbritannien      |
| Inglourious Basterds                 | Inglourious Basterds                           | Quentin Tarantino | USA                 |
| In the Beginning                     | À l'origine                                    | Xavier Giannoli   | Frankrike           |
| Looking for Eric                     | Looking for Eric                               | Ken Loach         | Storbritannien      |
| Map of the Sounds of Tokyo           | Mapa de los sonidos de Tokyo                   | Isabel Coixet     | Spanien             |
| A Prophet                            | Un prophète                                    | Jacques Audiard   | Frankrike           |
| Spring Fever                         | 春风沉醉的晚上 Chūn fēng chén zuì de wǎn shàng | Lou Ye            | Kina                |
| Taking Woodstock                     | Taking Woodstock                               | Ang Lee           | USA                 |
| Thirst                               | 박쥐 Bakjwi                                    | Park Chan-wook    | Sydkorea            |
| The Time That Remains (الزمن الباقي) | The Time That Remains (الزمن الباقي)           | Elia Suleiman     | Palestine           |
| Wild Grass                           | Les herbes folles                              | Alain Resnais     | Frankrike           |
| Vincere                              | Vincere                                        | Marco Bellocchio  | Italien             |
| Vengeance                            | 復仇 Fuk sau                                   | Johnnie To        | Hong Kong           |
| The White Ribbon                     | Das weiße Band                                 | Michael Haneke    | Tyskland, Österrike |

### Un Certain Regard
Följande filmer tävlade i Un Certain Regard:
| Engelsk titel                   | Originaltitel                                                           | Regissör(er)                                                    | Land          |
| ------------------------------- | ----------------------------------------------------------------------- | --------------------------------------------------------------- | ------------- |
| Adrift                          | À Deriva                                                                | Heitor Dhalia                                                   | Brasilien     |
| Air Doll                        | Kūki Ningyō                                                             | Hirokazu Koreeda                                                | Japan         |
| Dogtooth                        | Κυνόδοντας Kynodontas                                                   | Yorgos Lanthimos                                                | Grekland      |
| Eyes Wide Open                  | עיניים פקוחות Einayim Pkuhot                                            | Haim Tabakman                                                   | Israel        |
| Father of My Children           | Le père de mes enfants                                                  | Mia Hansen-Løve                                                 | Frankrike     |
| Independence                    | Independencia                                                           | Raya Martin                                                     | Filippinerna  |
| Irene                           | Irene                                                                   | Alain Cavalier                                                  | Frankrike     |
| Mother                          | 마더 Madeo                                                              | Bong Joon-ho                                                    | Sydkorea      |
| No One Knows About Persian Cats | کسی از گربه های ایرانی خبر نداره Kasi az gorbehaye irani khabar nadareh | Bahman Ghobadi                                                  | Iran          |
| Nymph                           | Nang Mai                                                                | Pen-Ek Ratanaruang                                              | Thailand      |
| Police, Adjective               | Poliţist, Adjectiv                                                      | Corneliu Porumboiu                                              | Rumänien      |
| Precious                        | Precious: Based on the Novel "Push" av Sapphire                         | Lee Daniels                                                     | USA           |
| Samson and Delilah              | Samson and Delilah                                                      | Warwick Thornton                                                | Australien    |
| The Silent Army                 | Wit Licht                                                               | Jean van de Velde                                               | Nederländerna |
| Tale in the Darkness            | Skazka pro temnotu                                                      | Nikolay Khomeriki                                               | Ryssland      |
| Tales from the Golden Age       | Amintiri din epoca de aur                                               | Cristian Mungiu, Hanno Höfer, Constantin Popescu, Ioana Uricaru | Rumänien      |
| To Die like a Man               | Morrer Como Um Homem                                                    | João Pedro Rodrigues                                            | Portugal      |
| Tomorrow at Dawn                | Demain dès l'aube                                                       | Denis Dercourt                                                  | Frankrike     |
| Tsar                            | Царь                                                                    | Pavel Lungin                                                    | Ryssland      |
| The Wind Journeys               | Los viajes del viento                                                   | Ciro Guerra                                                     | Colombia      |

### Filmer utom tävlan
Följande filmer valdes ut för visning utom tävlan:
| Engelsk titel                       | Originaltitel                       | Regissör(er)                   | Land                          |
| ----------------------------------- | ----------------------------------- | ------------------------------ | ----------------------------- |
| Agora                               | Agora                               | Alejandro Amenábar             | Spanien                       |
| The Army of Crime                   | L'armée du crime                    | Robert Guédiguian              | Frankrike                     |
| Coco Chanel &amp; Igor Stravinsky   | Coco Chanel &amp; Igor Stravinsky   | Jan Kounen                     | Frankrike                     |
| Don't Look Back                     | Ne te retourne pas                  | Marina de Van                  | Frankrike                     |
| Drag Me to Hell                     | Drag Me to Hell                     | Sam Raimi                      | USA                           |
| The Imaginarium of Doctor Parnassus | The Imaginarium of Doctor Parnassus | Terry Gilliam                  | Storbritannien                |
| A Town Called Panic                 | Panique au village                  | Stéphane Aubier, Vincent Patar | Belgien, Frankrike, Luxemburg |
| Up                                  | Up                                  | Pete Docter                    | USA                           |

### Särskilda visningar
Följande filmer valdes ut för särskilda visningar:
| Engelsk titel                            | Originaltitel                                    | Regissör(er)                 | Land         |
| ---------------------------------------- | ------------------------------------------------ | ---------------------------- | ------------ |
| Ashes and Blood                          | Cendres et sang                                  | Fanny Ardant                 | Frankrike    |
| Jaffa                                    | Jaffa                                            | Keren Yedaya                 | Israel       |
| The Thorn in the Heart                   | L'épine dans le coeur                            | Michel Gondry                | Frankrike    |
| Manila                                   | Manila                                           | Adolfo Alix Jr., Raya Martin | Filippinerna |
| Tell Me Who You Are                      | Min Ye                                           | Souleymane Cissé             | Mali         |
| My Neighbor, My Killer                   | Mon voisin, mon tueur                            | Anne Aghion                  | Frankrike    |
| The Eye of the Storm                     | No Meu Lugar                                     | Eduardo Valente              | Brasilien    |
| Petition                                 | Petition                                         | Zhao Liang                   | Kina         |
| Group Portrait With Kids and Motorcycles | Portrait de Groupe Avec Enfants et Motocyclettes | Pierre-William Glenn         | Frankrike    |
| A Brand New Life                         | 여행자 Yeo-haeng-ja                              | Ounie Lecomte                | Sydkorea     |

### Cinéfondation
Följande filmer valdes ut i tävling om Cinéfondations pris:
| Engelsk titel               | Originaltitel           | Regissör(er)        | Skola                                          |
| --------------------------- | ----------------------- | ------------------- | ---------------------------------------------- |
| #1                          | #1                      | Noamir Castéra      | ENSAV La Cambre, Belgien                       |
| Bába                        | Bába                    | Zuzana Kirchnerová  | FAMU, Tjeckien                                 |
| The Boxer                   | El boxeador             | Juan Ignacio Pollio | Universidad del Cine, Argentina                |
| By the Grace of God         | By the Grace of God     | Ralitza Petrova     | NFTS, Storbritannien                           |
| Chapa                       | Chapa                   | Thiago Ricarte      | FAAP, Brasilien                                |
| Diploma                     | Diploma                 | Yaelle Kayam        | The Sam Spiegel Film & TV School, Israel       |
| Don't Step Out of the House | 남매의 집 Nammae Ui Jip | Jo Sung-hee         | Korean Academy of Film Arts, Sydkorea          |
| Goodbye                     | Goodbye                 | Fang Song           | Beijing Film Academy, Kina                     |
| Gutter                      | Gutter                  | Dan Ransom Day      | New York University, USA                       |
| The Horn                    | 뿔 Bbul                 | Yim Kyung-dong      | Kaywon Skola of Art, Sydkorea                  |
| Kasia                       | Kasia                   | Elisabet Llado      | IAD, Belgien                                   |
| The Naturalist              | Il Naturalista          | Giulia Barbera      | Centro Sperimentale di Cinematografia, Italien |
| The Setback                 | Le Contretemps          | Dominique Baumard   | La fémis, Frankrike                            |
| Significant Others          | Malzonkowie             | Dara Van Dusen      | PWSFTViT, Polen                                |
| Segal                       | Segal                   | Yuval Shani         | Tel-Aviv University, Israel                    |
| The Sylpphid                | Sylfidden               | Dorte Bengtson      | Den Danske Filmskole, Danmark                  |
| Traverser                   | Traverser               | Hugo Frassetto      | La Poudrière, Frankrike                        |

### Kortfilmstävling
Följande kortfilmer tävlade om Guldpalmen för bästa kortfilm:
| Engelsk titel               | Originaltitel            | Regissör(er)                    | Land           |
| --------------------------- | ------------------------ | ------------------------------- | -------------- |
| After Tomorrow              | After Tomorrow           | Emma Sullivan                   | Storbritannien |
| Arena                       | Arena                    | João Salaviza                   | Portugal       |
| Ciao mama                   | Ciao mama                | Goran Odvorcic                  | Kroatien       |
| Lars and Peter              | Lars og Peter            | Daniel Borgman                  | Danmark        |
| The Man in the Blue Gordini | L'Homme À la Gordini     | Jean-Christophe Lie             | Frankrike      |
| Missing                     | Missen                   | Jochem de Vries                 | Nederländerna  |
| Silence                     | Klusums                  | Laila Pakalniņa                 | Lettland       |
| The Six Dollar Fifty Man    | The Six Dollar Fifty Man | Mark Albiston, Louis Sutherland | Nya Zeeland    |
| Worstward Ho                | Rumbo a Peor             | Àlex Brendemühl                 | Spanien        |

### Cannes Classics
Sektionen Cannes Classics sätter fokus på dokumentärer om bio och restaurerade mästerverk från förr.
| Engelsk titel                                        | Originaltitel                                           | Regissör(er)                                                                                             | Land                    |
| ---------------------------------------------------- | ------------------------------------------------------- | --- | ----------------------- |
| Documentaries about Cinema                           |                                                         | |                         |
| Two of the New Wave                                  | Deux de la Vague                                        | Emmanuel Laurent                                                                                         | Frankrike               |
| Henri-Georges Clouzot's Inferno                      | Henri-Georges Clouzot's Inferno                         | Serge Bromberg, Ruxandra Medrea                                                                          | Frankrike               |
| Images from the Playground                           | Bilder från lekstugan                                   | Stig Björkman                                                                                            | Sverige                 |
| Pietro Germi - The Good, the Beautiful and the Brave | Pietro Germi - Il bravo, il bello, il cattivo           | Claudio Bondi                                                                                            | Italien                 |
| Restored prints                                      |                                                         | |                         |
| The 400 Blows (1959)                                 | Les quatre cents coups                                  | François Truffaut                                                                                        | Frankrike               |
| Accident (1967)                                      | Accident (1967)                                         | Joseph Losey                                                                                             | Storbritannien          |
| The Adventure (1960)                                 | L'Avventura                                             | Michelangelo Antonioni                                                                                   | Frankrike, Italien      |
| The Birds, the Bees and the Italians (1966)          | Signore & signori                                       | Pietro Germi                                                                                             | Italien                 |
| A Brighter Summer Day (1991)                         | 牯嶺街少年殺人事件 / Gǔlǐng jiē shàonián shārén shìjiàn | Edward Yang                                                                                              | Taiwan                  |
| Eyes Without a Face (1960)                           | Les yeux sans visage                                    | Georges Franju                                                                                           | Frankrike               |
| Far from Vietnam (1967)                              | Loin du Vietnam                                         | Chris Marker, Joris Ivens, Claude Lelouch, Jean-Luc Godard, William Klein, Agnès Varda and Alain Resnais | Frankrike               |
| God Does Not Believe in Us Any More (1982)           | An uns glaubt Gott nicht mehr                           | Axel Corti                                                                                               | Österrike, Västtyskland |
| The Housemaid (1960)                                 | 하녀 / Hanyeo                                           | Kim Ki-young                                                                                             | Sydkorea                |
| The Molly Maguires (1970)                            | The Molly Maguires (1970)                               | Martin Ritt                                                                                              | USA                     |
| Monsieur Hulot's Holiday (1953)                      | Les vacances de Monsieur Hulot                          | Jacques Tati                                                                                             | Frankrike               |
| The Night of Counting the Years (1969)               | Al-Momia                                                | Shadi Abdel Salam                                                                                        | Egypten                 |
| Once Upon a Time... the Revolution (1971)            | Giù la testa                                            | Sergio Leone                                                                                             | Italien                 |
| Pierrot le fou (1965)                                | Pierrot le fou (1965)                                   | Jean-Luc Godard                                                                                          | Frankrike               |
| The Red Shoes (1948)                                 | The Red Shoes (1948)                                    | Michael Powell, Emeric Pressburger                                                                       | Storbritannien          |
| Victim (1961)                                        | Victim (1961)                                           | Basil Dearden                                                                                            | Storbritannien          |
| Wake in Fright (1971)                                | Wake in Fright (1971)                                   | Ted Kotcheff                                                                                             | Australien              |
| The Wave (1936)                                      | Redes                                                   | Emilio Gómez Muriel, Fred Zinnemann                                                                      | Mexiko                  |

### Cinéma de la Plage
Cinéma de la Plage är en del av det officiella urvalet som visas för allmänheten på strandbion i Cannes.
| Engelsk titel                                   | Originaltitel                                   | Regissör(er)                | Land                             |
| ----------------------------------------------- | ----------------------------------------------- | --------------------------- | -------------------------------- |
| Lawrence of Arabia (1962)                       | Lawrence of Arabia (1962)                       | David Lean                  | USA, Storbritannien              |
| Neil Young Trunk Show (2008)                    | Neil Young Trunk Show (2008)                    | Jonathan Demme              | USA                              |
| Pink Floyd – The Wall (1982)                    | Pink Floyd – The Wall (1982)                    | Alan Parker                 | Storbritannien                   |
| Soundtrack for a Revolution (2009)              | Soundtrack for a Revolution (2009)              | Dan Sturman, Bill Guttentag | USA, Frankrike, Storbritannien   |
| Tengri: Blue Heavens (2008)                     | Tengri, le bleu du ciel                         | Marie-Jaoul de Poncheville  | Tyskland, Frankrike, Kirgizistan |
| Total Balalaika Show (1993)                     | Total Balalaika Show (1993)                     | Aki Kaurismäki              | Finland, Sverige                 |
| Wattstax (1972)                                 | Wattstax (1972)                                 | Mel Stuart                  | USA                              |
| Ziggy Stardust and the Spiders from Mars (1973) | Ziggy Stardust and the Spiders from Mars (1973) | D. A. Pennebaker            | Storbritannien                   |

## Parallella sektioner

### Internationella kritikerveckan
Följande filmer visades under den 48:e internationella kritikerveckan (48e Semaine de la Critique):
Tävling i långfilm

- Adieu Gary av Nassim Amaouche (Frankrike)
- Altiplano av Peter Brosens, Jessica Woodworth (Belgien, Tyskland, Nederländerna)
- Huacho av Alejandro Fernández Almendras (Chile, Frankrike, Tyskland)
- Lost Persons Area av Caroline Strubbe (Belgien)
- Mal día para pescar av Álvaro Brechner (Uruguay, Spanien)
- Ordinary People av Vladimir Perisic (Serbien, Frankrike, Schweiz)
- Whisper with the Wind (Sirta la gal ba) av Shahram Alidi (Irak)

Kortfilmstävling

- It's Free for Girls (C’est gratuit pour les filles) av Marie Amachoukeli, Claire Burger (Frankrike)
- Logorama av François Alaux, Hervé de Crécy, Ludovic Houplain (H5) (Frankrike)
- Noche adentro av Pablo Lamar (Paraguay, Argentina)
- Runaway av Cordell Barker (Kanada)
- Seeds of the Fall (Slitage) av Patrik Eklund (Sverige)
- Together av Eicke Bettinga (Tyskland, Storbritannien)
- Tulum (La Virée) av Dalibor Matanic (Kroatien)

Särskilda visningar

- Hierro av Gabe Ibáñez (Spanien)
- Lascars (Round da Way) av Albert Pereira-Lazaro, Emmanuel Klotz (Frankrike)
- The Ordinary People (Rien de personnel) av Mathias Gokalp (Frankrike)

Kortfilmer
- 1989 av Camilo Matiz (Colombia)
- 6 Hours av Seong-hyeok Moon (Sydkorea)
- La Baie du renard av Grégoire Colin (Frankrike)
- Elo av Vera Egito (Brasilien)
- Espalhadas pelo Ar (Spread Through the Air) av Vera Egito (Brasilien)
- Faiblesses av Nicolas Giraud (Frankrike)
- Les Miettes (Crumbs) av Pierre Pinaud (Frankrike)

### Directors' Fortnight
Följande filmer visades under 2009 års Directors' Fortnight (Quinzaine des Réalizateurs):
Spelfilmer

- Ajami av Scandar Copti, Yaron Shani
- Amreeka av Cherien Dabis
- Carcasses av Denis Côté
- Change Nothing (Ne change rien) av Pedro Costa
- Christmas (Navidad) av Sebastián Lelio
- Daddy Longlegs (Go Get Some Rosemary) av Benny Safdie, Josh Safdie
- Daniel y Ana av Michel Franco
- Eastern Plays av Kamen Kalev
- The French Kissers (Les Beaux Gosses) av Riad Sattouf
- Here av Tzu Nyen Ho
- Humpday av Lynn Shelton
- I Love You Phillip Morris av Glenn Ficarra, John Requa
- I Killed My Mother (J’ai tué ma mère) av Xavier Dolan
- Karaoke av Chris Chong Chan Fui
- The King of Escape (Le Roi de l’évasion) av Alain Guiraudie
- Like You Know It All (Jal Aljido Motamyunseo) av Hong Sangsoo
- The Misfortunates (De helaasheid der dingen) av Felix van Groeningen
- Oxhide II av Liu Jia Yin
- La Pivellina av Rainer Frimmel, Tizza Covi
- Polytechnique av Denis Villeneuve
- La Terre de la folie av Luc Moullet
- Tetro av Francis Ford Coppola
- The Wolberg Family (La Famille Wolberg) av Axelle Ropert
- Yuki & Nina av Hippolyte Girardot, Nobuhiro Suwa

Särskilda visningar
- Hotaru av Naomi Kawase
- Montparnasse av Mikhaël Hers

Kortfilmer

- American Minor av Charlie White (8 min)
- Anna av Rúnar Rúnarsson (35 min)
- El ataque de los robots de Nebulosa-5 av Chema García Ibarra (7 min)
- Canção de amor e saúde av João Nicolau (35 min)
- Cicada av Amiel Courtin-Wilson (9 min)
- Drömmar från skogen av Johannes Nyholm (9 min)
- Dust Kid av Jung Yumi (10 min)
- The Fugitives av Guillaume Leiter (25 min)
- The History of Aviation av Bálint Kenyeres (15 min)
- Jagdfieber (The Hunting Fever) av Alessandro Comodin (22 min)
- John Wayne Hated Horses av Andrew T. Betzer (10 min)
- Nice av Maud Alpi (25 min)
- SuperBarroco av Renata Pinheiro (17 min)
- Thermidor av Virgil Vernier (17 min)

## Utmärkelser

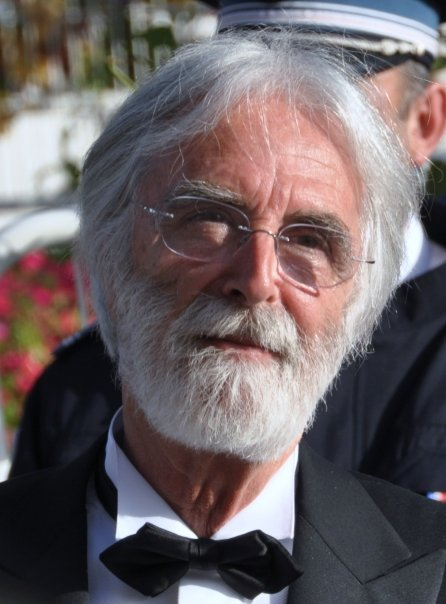
Michael Haneke, vinnare av Guldpalmen 2009.

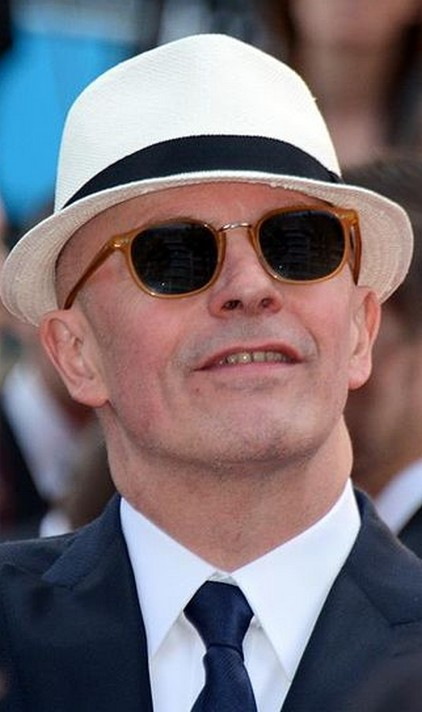
Jacques Audiard, vinnare av Grand Prix 2009.

### Officiella utmärkelser
Följande filmer och personer blev 2009 års officiella vinnare:
- Guldpalmen: The White Ribbon (Das weiße Band) av Michael Haneke
- Grand Prix: A Prophet (Un prophète) av Jacques Audiard
- Bästa regissörspris: Brillante Mendoza för Kinatay
- Bästa manuspris: Mei Feng för Spring Fever
- Pris för bästa skådespelerska: Charlotte Gainsbourg för Antikrist
- Pris för bästa skådespelare: Christoph Waltz för Inglourious Basterds
- Prix du Jury:
  - Törst (Bakjwi) av Park Chan-wook
  - Fish Tank av Andrea Arnold
- Lifetime Achievement Award för sitt arbete: Alain Resnais

Un Certain Regard
- Prix Un Certain Regard: Dogtooth (Kynodontas) av Yorgos Lanthimos
- Un Certain Regard Jury Prize: Police, Adjective (Politist, Adjektiv) av Corneliu Porumboiu
- Un Certain Regard Special Jury Prize:
  - No One Knows About Persian Cats (Kasi as gorbehaie Irani khabar nadare) av Bahman Ghobadi
  - Father of My Children (Le père de mes enfants) av Mia Hansen-Løve

Cinéfondation
- Första pris: Bába av Zuzana Kirchnerová
- 2:a priset: Good Bye av Fang Song
- 3:e pris: Diploma av Yaelle Kayam och Nammae Ui Jip av Jo Sung-hee

Camera d'Or
- Caméra d'Or: Samson and Delilah av Warwick Thornton
- Caméra d'Or - Special Distinction: Ajami av Scandar Copti och Yaron Shani

Kortfilmer
- Short Film Palme d'Or: Arena av João Salaviza
- Specialfilm för kortfilm: The Six Dollar Fifty Man av Mark Albiston, Louis Sutherland

### Oberoende utmärkelser
FIPRESCI -priser
- The White Ribbon (Das weiße Band) av Michael Haneke (In Competition)
- Police, Adjective (Poliţist, Adjektiv) av Corneliu Porumboiu (Un Certain Regard)
- Amreeka av Cherien Dabis (Directors 'Fortnight)

Vulcan Award of the Technical Artist
- Vulcan Award: Aitor Berenguer (ljudmixer) för Map of the Sounds of Tokyo (Mapa de los sonidos de Tokyo)

Ekumeniska juryn
- Ekumeniska juryns pris: Looking for Eric av Ken Loach
- Ekumeniska juryns pris - särskild omnämning: The White Ribbon (Das weiße Band) av Michael Haneke[17]

Utmärkelser från Internationella kritikerveckan
- Critics Week Grand Prize: Adieu Gary av Nassim Amaouche
- SACD Award: Lost Persons Area av Caroline Strubbe
- ACID/CCAS Award: Whisper with the wind (Sirta la gal ba) av Shahram Alidi
- OFAJ/TV5MONDE Young Critics Award: Whisper with the wind (Sirta la gal ba) av Shahram Alidi
- Canal+ Gran Prix för kortfilm: Seeds of the Fall (Slitage) av Patrik Eklund
- Kodak Discovery Award för bästa kortfilm: Logorama av François Alaux, Hervé de Crécy, Ludovic Houplain (H5)

Andra utmärkelser
- Regards Jeunes Prize: Whisper with the wind (Sirta la gal ba) av Shahram Alidi

Association Prix François Chalais
- Prix François Chalais: No One Knows About Persian Cats av Bahman Ghobadi[18]